# Стрелча
Стрелча (болг. Стрелча) — город в Болгарии. Находится в Пазарджикской области, входит в общину Стрелча. Население составляет 4080 человек (2022).

## Политическая ситуация
Кмет (мэр) общины Стрелча — Илё Стоев Илёв (Гражданский союз за новую Болгарию (ГСНБ)) по результатам выборов в правление общины.

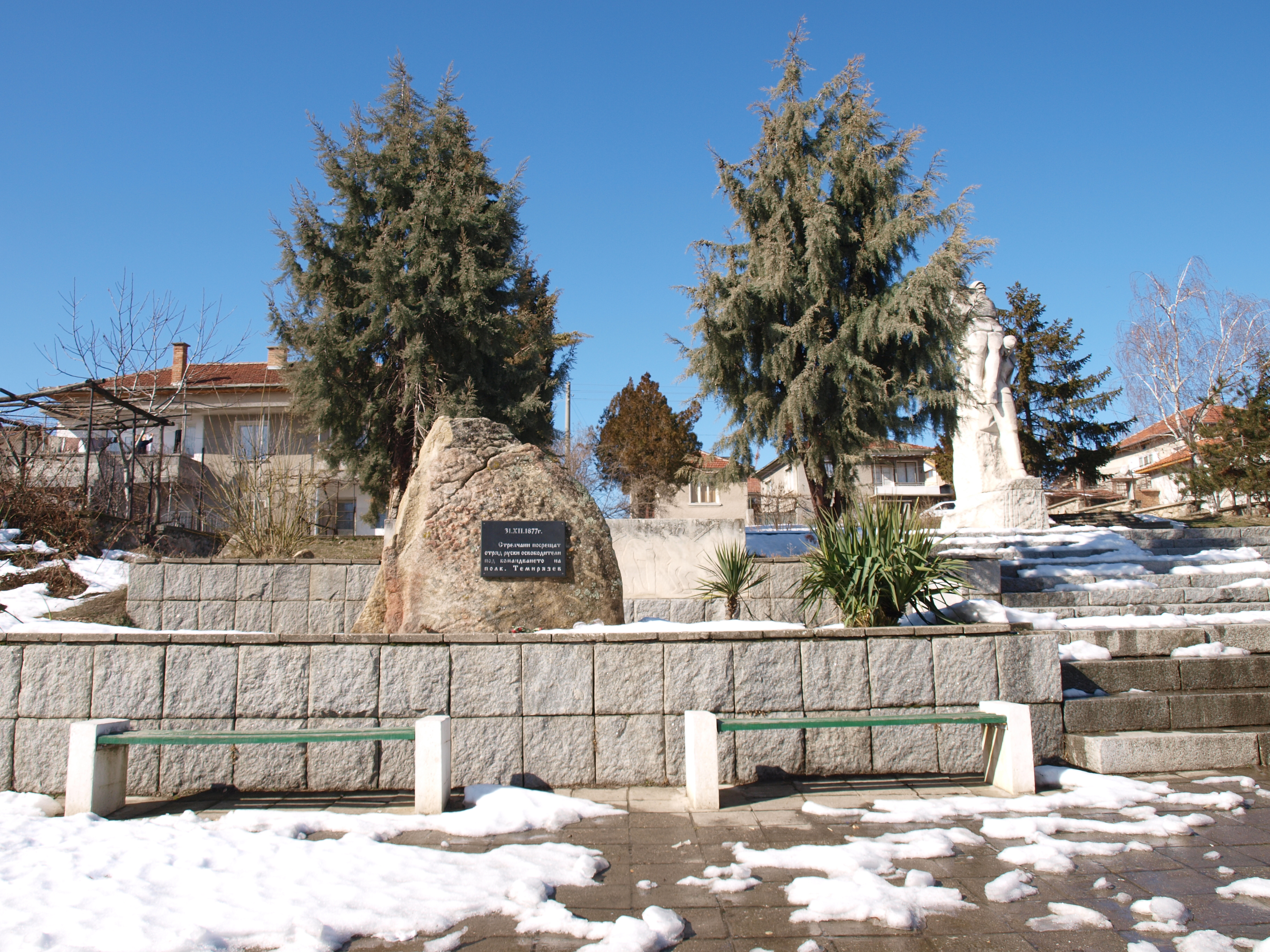
Памятник на месте, где 31 декабря 1877 года жители Стрелчи встретили полковника Тимирязева и русскими освободительными войсками

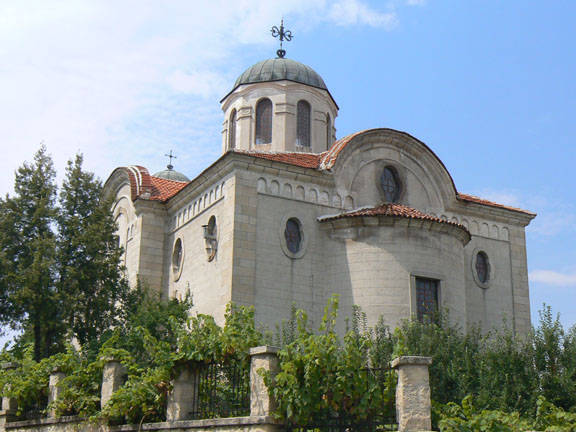